# Yoshinare Takaya
Yoshinare Takaya (sinh ngày 7 tháng 6 năm 2001) là một cầu thủ bóng đá người Nhật Bản.

## Sự nghiệp câu lạc bộ
Yoshinare Takaya hiện đang chơi cho Cerezo Osaka.